# O3 (Kopenhagen)
De O3 of Ringvej 3 (Nederlands: Ringweg 3) is een ringweg om de Deense hoofdstad Kopenhagen. De weg loopt van Vallensbæk via Brøndby, Glostrup, Herlev en Buddinge naar Kongens Lyngby, waar de weg aansluit op de Motorring 3.
De O3 bestaat volledig uit vier rijstroken verdeeld over twee rijbanen (2x2). De weg heeft dus overal een middenberm.
De O3 moet niet verward worden met de Motorring 3. De Motorring 3 is een autosnelweg, die ook een ringweg van Kopenhagen vormt, maar met een andere route.